# Tylko Dla Dorosłych
«Tylko Dla Dorosłych» (пол. Тільки для дорослих) — десятий студійний альбом польського реппера O.S.T.R., прем'єра якого відбулась 26 лютого 2010 року лейблом Asfalt Records. 18 січня 2010 року вийшов сингл «Śpij Spokojnie» і відео до нього.
В обложці до альбому сховано ще один диск в якому знаходиться 18 нових бонус-треків. Всі вони без назви, тільки прономерованні.

## Список композицій
1. «Tak to się zaczęło»
2. «Przez stress»
3. «Konsumpcjonizm»
4. «Spalić gniew»
5. «To potrwa sekundę»
6. «Śpij spokojnie»
7. «Walka z wrogiem»
8. «Nie wszystko co złe»
9. «Żywy lub martwy»
10. «Nie odwracaj się»
11. «Za drugim razem»
12. «To nie czas»
13. «Dowód w Twoich rękach»
14. «Klucz do zagadki»
15. «Przemyśl to sobie»